# Jakob Ernst von Liechtenstein-Kastelkorn
Jakob Ernst von Liechtenstein-Kastelkorn (także Jakob Ernst von Lichtenstein-Kastelkorn, Jakob Ernst von Lichtenstein-Castelcorn, czes. Jakub Arnošt Lichtenštejn, ur. 14 lutego 1690 w Doboszowicach, zm. 12 czerwca 1747 w Salzburgu) – w latach 1728–1738 biskup Seckau, 1738–1745 biskup ołomuniecki i 1745–1747 arcybiskup salzburski.
Urodził się jako syn cesarskiego radcy Franza Karla von Liechtenstein-Kastelkorn i jego żony Kathariny Karoliny Pawlowskiej von Pawlowitz. W 1709 r. Jakob Ernst po rezygnacji brata Filippa Christopha został kanonikiem w Ołomuńcu. Kształcił się w gimnazjach w Brnie i Ołomuńcu. W latach 1709–1711 studiował w Collegium Germanicum w Rzymie, gdzie uzyskał doktorat z Pisma Świętego. W 1713 r. w Rzymie przyjął święcenia kapłańskie i w tym samym roku wspomniany wcześniej brat odstąpił mu godność kanonika w Salzburgu. W 1717 r. został archidiakonem w Opawie i asesorem konsystorza.
15 grudnia 1723 r. ufundował w swoich rodzinnych dobrach klasztor i szkołę pijarów w Bílej Vodzie. Był to jedyny klasztor tego zakonu w diecezji wrocławskiej i jeden z dwóch na Śląsku (drugi znajdował się w Bruntálu w diecezji ołomunieckiej).
17 stycznia 1728 r. arcybiskup salzburski Leopold Anton von Firmian mianował Jakoba Ernsta von Liechtenstein-Kastelkorn swoim następcą w biskupstwie Seckau, które wchodziło w skład salzburskiej prowincji kościelnej. Równocześnie pełnił także funkcję generalnego wikariusza arcybiskupa dla Styrii i okręgu Neustädt.
11 października 1738 r. kapituła ołomuniecka wybrała go na biskupa ołomunieckiego. Papieskie zatwierdzenie nastąpiło 26 stycznia 1739 r. Po pruskiej okupacji Ołomuńca w 1742 r. zarządził prace remontowe w katedrze i pałacu biskupim. 12 maja 1743 r. brał udział w koronacji Marii Teresy w Pradze na czeską królową.
13 stycznia 1745 r. salzburska kapituła wybrała go na arcybiskupa Salzburga. Jego krótki pontyfikat upłynął na sporach finansowych z kapitułą.